# SN 2005cj
SN 2005cj – supernowa odkryta 12 czerwca 2005 roku w galaktyce E114-G14. W momencie odkrycia miała maksymalną jasność 17,90m.